# Michel Benoist
Michel Benoist (qui adopte le nom de :chinois : 蔣友仁 ; pinyin : Jiǎng Yǒurén, né le 8 octobre 1715 à Dijon (France) et mort le 23 octobre 1774 à Pékin (Chine) est un prêtre jésuite français, missionnaire en Chine, astronome, et cartographe à la cour de l'empereur chinois Qianlong. Il est surtout connu pour les fontaines et jeux d'eau qu'il construit pour l'empereur.  

## Formation et études
Michel Benoist fait ses premières études à Dijon et, malgré l'opposition de son père, au séminaire Saint Sulpice, à Paris. Suivant l'exemple d'un ami il entre au noviciat des jésuites en 1737 (alors qu'il est sous-diacre) et, ayant fait ses études de théologie chez les Sulpiciens, est ordonné prêtre en 1739, à Trèves. Avant d'être envoyé en mission en Chine en 1744 ou 1745, il effectue des études d'astronomie à Paris.

## Travaux
À la cour de l'empereur Qianlong, Michel Benoist travaille à la conception des palais de style occidental (Xi Yang Lou) sur le site de l'ancien palais d'été. Il dessine en particulier plusieurs grandes fontaines, dont une horloge d'eau devant la salle de la paix nationale. Cette horloge consiste en un fontaine entourée de douze statues représentant les animaux du zodiaque chinois auxquelles sont associées les douze heures chinoises selon le système des branches terrestres. Chaque statue déverse successivement de l'eau pendant la durée d'une heure qu'elle représente.
Ayant également fait des études d'astronomie Michel Benoist pu montrer à l'empereur comment utiliser un télescope. De plus, il produisit une vaste carte du monde et une carte de l'empire chinois et de ses voisins.
Il a créé une imprimerie qui produisait des tirages à partir d'un ensemble de gravures sur cuivre illustrant les batailles de l'empereur,  reçues en cadeau de la part du roi Louis XIV.
Plusieurs travaux littéraires lui sont également attribués, dont une traduction en chinois de l'ouvrage L'Imitation de Jésus-Christ.